# Sarbanissa subalba
Sarbanissa subalba là một loài bướm đêm trong họ Noctuidae.